# Lijst van afleveringen van Never Mind the Buzzcocks
Dit is een lijst van afleveringen van de komische muziekquiz Never Mind the Buzzcocks.
Het programma werd in de eerste zestien seizoenen gepresenteerd door Mark Lamarr. In het zeventiende en achttiende seizoen verzorgden gasten de presentatie, waarna Simon Amstell de vaste presentator werd voor de hieropvolgende vier seizoenen. Sinds het 23ste seizoen wordt het programma weer gepresenteerd door gasten.
In elke aflevering zijn vier panelleden te gast, die twee teams vormen. In de eerste tien seizoenen waren Phill Jupitus en Sean Hughes de teamcaptains. Hughes werd vanaf het elfde seizoen vervangen door Bill Bailey. Noel Fielding viel in het 21ste seizoen bij drie afleveringen in voor Bailey. In het seizoen hierna fungeerden gasten als teamcaptain. Sinds het 23ste seizoen zijn Jupitus en Fielding de vaste teamcaptains.

## Afleveringen

### Seizoen 1
| Aflevering | Uitzending       | Team van Phill                                                     | Team van Sean                                                               |
| ---------- | ---------------- | ------------------------------------------------------------------ | --------------------------------------------------------------------------- |
| 1x01       | 12 november 1996 | Donna McPhail en Bruce Dickinson (Iron Maiden)                     | Richard Fairbrass (Right Said Fred) en Mathew Priest (Dodgy)                |
| 1x02       | 19 november 1996 | Cathy Dennis en Ashley Slater (Freak Power)                        | Shovell (M People) en Graham Norton                                         |
| 1x03       | 26 november 1996 | Andy McCluskey (OMD) en David McAlmont                             | Martin Chambers (The Pretenders) en Bob Mortimer                            |
| 1x04       | 3 december 1996  | Billy Bragg en Sarah Cracknell (Saint Etienne)                     | Suggs (Madness) en Jeff Green                                               |
| 1x05       | 10 december 1996 | Jonathan Ross en Martin Rossiter (Gene)                            | Marcella Detroit (Shakespears Sister) en Nick Heyward (Haircut One Hundred) |
| 1x06       | 17 december 1996 | Jake Burns (Stiff Little Fingers) en Richie Wermerling (Let Loose) | Tony Wright (Terrorvision) en Bob Mills                                     |
| 1x07       | 24 januari 1997  | Peter Hook (New Order) en Clare Grogan                             | Ace (Skunk Anansie) en Alan Davies                                          |
| 1x08       | 31 januari 1997  | Crispin Hunt (The Longpigs) en Adam Ant                            | Jo Whiley en John Thomson                                                   |
| 1x09       | 7 februari 1997  | Neil Hannon (The Divine Comedy) en Lauren Laverne (Kenickie)       | Glenn Tilbrook (Squeeze) en Mark Thomas                                     |
| 1x10       | 21 februari 1997 | Compilatie van fragmenten uit het eerste seizoen                   | Compilatie van fragmenten uit het eerste seizoen                            |